# Координациони директорат Србије
Координациони директорат Србије је орган који је одговоран за издавање српских пасоша  држављанима Србије који бораве на самопроглашеном Косову.
У процесу одобравања безвизног режима у шенгенски простор, Европска унија је позвала Србију да оснује такав посебан орган за своје грађане који бораве на Косову јер је Европска унија сматрала да је немогуће да Србија процени издавање оригиналних докумената потребних за поднети захтев за пасош и интегритет процедура које Србија примењује за проверу веродостојности докумената које су подносиоци захтевали у ту сврху. Србија је у јулу 2009. године основала Координациони директорат Србије.
Српски пасоши које издаје Координациони директорат Србије од 13. октобра 2024 године дозвољавају улазак у Шенген простор